# Haw River
|  | No s'ha de confondre amb Riu Haw. |

Haw River és una població dels Estats Units a l'estat de Carolina del Nord. Segons el cens del 2008 tenia 2.012 habitants.

## Demografia
Segons el cens del 2000, Haw River tenia 1.908 habitants, 828 habitatges i 545 famílies. La densitat de població era de 278 habitants per km².
Dels 828 habitatges en un 29,2% hi vivien nens de menys de 18 anys, en un 48,6% hi vivien parelles casades, en un 13,5% dones solteres, i en un 34,1% no eren unitats familiars. En el 28,5% dels habitatges hi vivien persones soles el 12,6% de les quals corresponia a persones de 65 anys o més que vivien soles. El nombre mitjà de persones vivint en cada habitatge era de 2,3 i el nombre mitjà de persones que vivien en cada família era de 2,81.
Per edats la població es repartia de la següent manera: un 23,5% tenia menys de 18 anys, un 7,3% entre 18 i 24, un 30,8% entre 25 i 44, un 22,5% de 45 a 60 i un 15,9% 65 anys o més.
L'edat mediana era de 38 anys. Per cada 100 dones de 18 o més anys hi havia 87,2 homes.
La renda mediana per habitatge era de 30.859 $ i la renda mediana per família de 40.519 $. Els homes tenien una renda mediana de 30.250 $ mentre que les dones 20.250 $. La renda per capita de la població era de 15.853 $. Entorn del 8,7% de les famílies i l'11,7% de la població estaven per davall del llindar de pobresa.

## Poblacions més properes
El següent diagrama mostra les poblacions més properes.